# Sonnenmuseum
Das Sonnenmuseum (russisch Музей Солнца, wiss. Transliteration Muzej Solnca) ist ein Museum in Akademgorodok, einem Stadtteil von Nowosibirsk in Sibirien, Russland. Sein Gründer und Direktor ist Waleri Iwanowitsch Lipenkow (Валерий Иванович Липенков, Valerij Ivanovič Lipenkov). In dem aus einer Privatsammlung hervorgegangenen Museum sind verschiedenste Darstellungen der Sonne und von Sonnengöttern – insgesamt über 350 Objekte – gesammelt. Das Museum befindet sich in der Iwanow-Str. 11a.